# Mystery Hunters – Auf der Jagd nach dem Unerklärlichen
Mystery Hunters – Auf der Jagd nach dem Unerklärlichen ist eine deutsche Mystery-Pseudo-Doku-Serie, die auf dem Sender TLC ausgestrahlt wird.

## Handlung
Die zwei Dokumentarfilmer Tom (Florian Kleine) und Leonie (Laura Bakowsky) erforschen mysteriöse Orte und ganz Deutschland.

## Folgen
1. Die Bestie von Beelitz
2. Der Selbstmörderfriedhof
3. Der Blutsauger von Regensburg
4. Die mörderische Jungfrau
5. Das Zeitloch
6. Der Todesengel vom Schlosshotel
7. Die unfassbare Bestie